# Acalypha verbenacea
Acalypha verbenacea är en törelväxtart som beskrevs av Paul Carpenter Standley. Acalypha verbenacea ingår i släktet akalyfor, och familjen törelväxter. Inga underarter finns listade i Catalogue of Life.